# Ivan Filin
Ivan Filin   (Kimovsky District, 10 de març de 1926 - 12 de gener de 2000) fou un atleta rus, especialista en curses de fons, que va competir sota bandera la Unió Soviètica durant la dècada de 1950.
Durant la Segona Guerra Mundial va lluitar a les files de l'Exèrcit Roig des de 1943, assolint el rang de sergent. El 1945 se li va concedir la Medalla al Valor.
El 1956 va prendre part en els Jocs Olímpics d'Estiu de Melbourne, on fou setè en la marató del programa d'atletisme.
En el seu palmarès destaca una medalla de bronze en la marató del Campionat d'Europa d'atletisme de 1954, rere Veikko Karvonen i Borís Grixàiev, i una de plata als de 1958, rere Serguei Popov. El 1957 va guanyar la Marató de Košice. També guanyà dos campionats nacionals de marató, el 1955 i el 1956.
Un cop retirat exercí d'entrenador a Leningrad.

## Millors marques
- Marató. 2h 20' 05" (1956)[3][8]